# Unstone Green
Unstone Green – przysiółek w Anglii, w hrabstwie Derbyshire. Leży 18,3 km od miasta Matlock, 40,4 km od miasta Derby i 217,3 km od Londynu. W 2015 miejscowość liczyła 963 mieszkańców.